# دانشگاه لودویگ ماکسیمیلیان مونیخ
دانشگاه لودویگ ماکسیمیلیان مونیخ (به آلمانی: Ludwig-Maximilians-Universität München) یک دانشگاه تحقیقاتی دولتی در مونیخ واقع در ایالت بایرن آلمان است که در سال ۱۴۷۲ میلادی در شهر اینگولشتات (۸۰ کیلومتری شمال مونیخ، که در آن زمان دهکده کوچکی بود) بنیان‌گذاری شد و پس از اشغال شهر توسط ارتش فرانسه در سال ۱۷۹۹ به شهر لاندسهوت و سپس به شهر مونیخ منتقل گشت.
در سال ۲۰۲۴، دانشگاه لودویگ ماکسیمیلیان مونیخ (LMU) در رتبه‌بندی جهانی QS در جایگاه ۵۴ قرار گرفته است. این رتبه نشان‌دهنده بهبود نسبت به رتبه پیشین آن، که ۵۹ در سال ۲۰۲۳ بود، می‌باشد.

## دانش‌آموختگان سرشناس
- دکتر پروین باستانی علمداری اولین گاینکولوژیست ایران
- فریدون فرخزاد
- ماکس پلانک، فیزیکدان برجسته آلمانی و یکی از پایه‌گذاران نظریه کوانتوم و از برندگانِ جایزه نوبل فیزیک
- محمد اقبال لاهوری
- ورنر هایزنبرگ، فیزیکدان آلمانی و یکی از پایه‌گذاران مکانیک کوانتومی و از برندگان جایزه نوبل فیزیک
- توماس مان، نویسنده برجسته آلمانی و از برندگان جایزه نوبل ادبیات
- اوتو هان، شیمیدان و فیزیکدان آلمانی و کاشف شکافت هسته‌ای و از برندگان جایزه نوبل شیمی
- هانس فیشر، شیمیدان آلمانی و از برندگان جایزه نوبل شیمی
- رودولف کلاین راگ، فیزیکدان و شیمی‌دان آلمانی و کاشف اصل کلین-راگ
- آندره گاید، نویسنده و از برندگان جایزه نوبل ادبیات
- راینر ماریا ریلکه، شاعر و نویسنده برجسته آلمانی
- هلموت کوهل، صدراعظم آلمان (1982-1998)
- بنیامین لیبکین، یکی از بزرگترین ریاضی‌دانان قرن بیستم میلادی

## نگارخانه

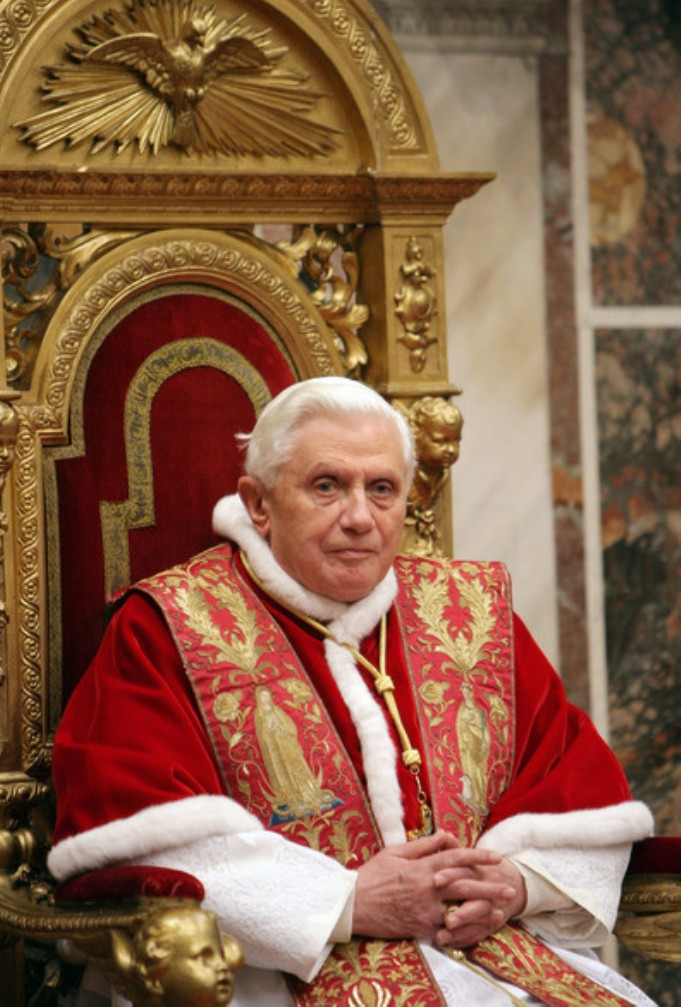
پاپ بندیکت شانزدهم دانشجو و استاد دانشگاه لودویگ ماکسیمیلیان مونیخ بود.
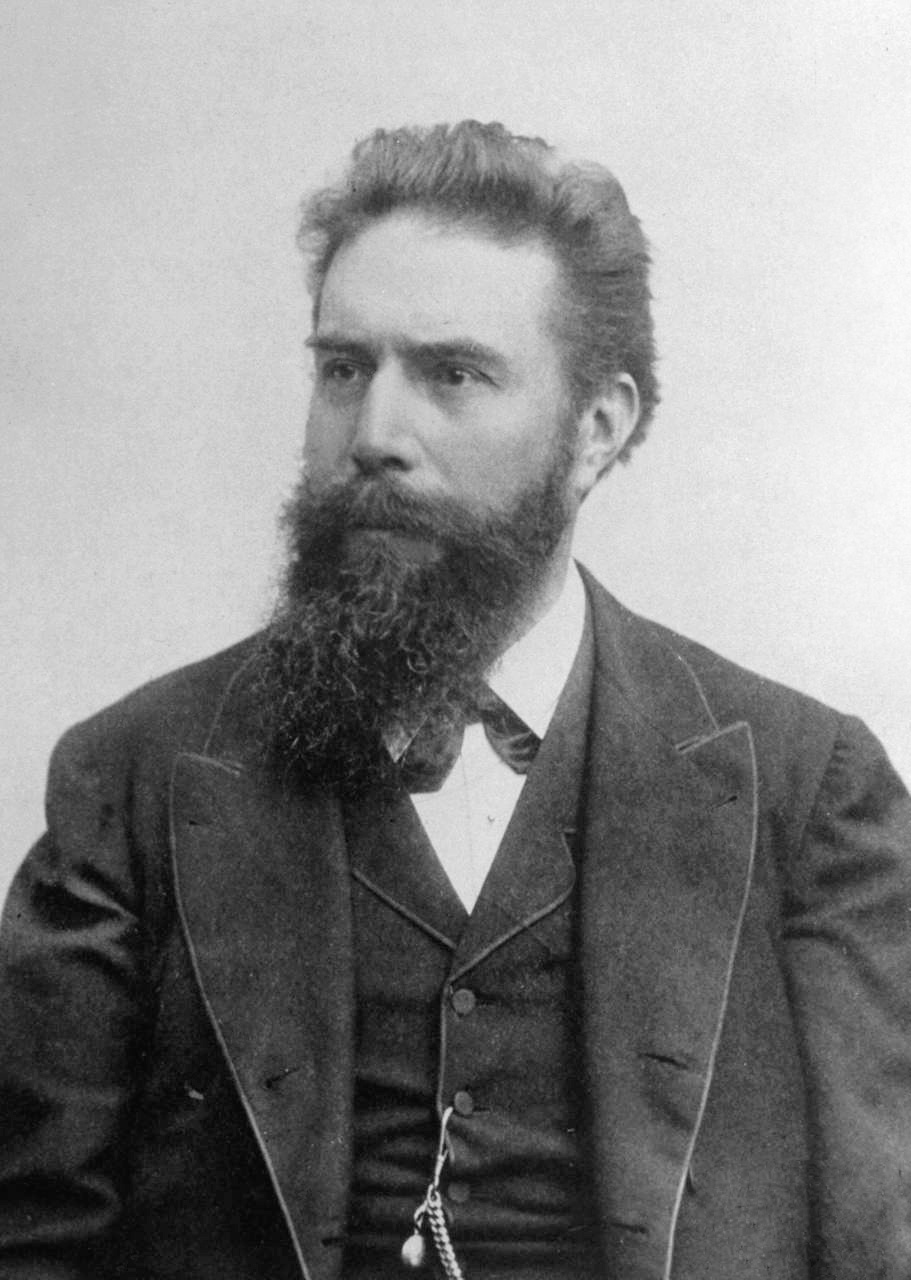
ویلهلم رونتگن در سال ۱۹۰۱ جایزه نوبل فیزیک را دریافت کرد.
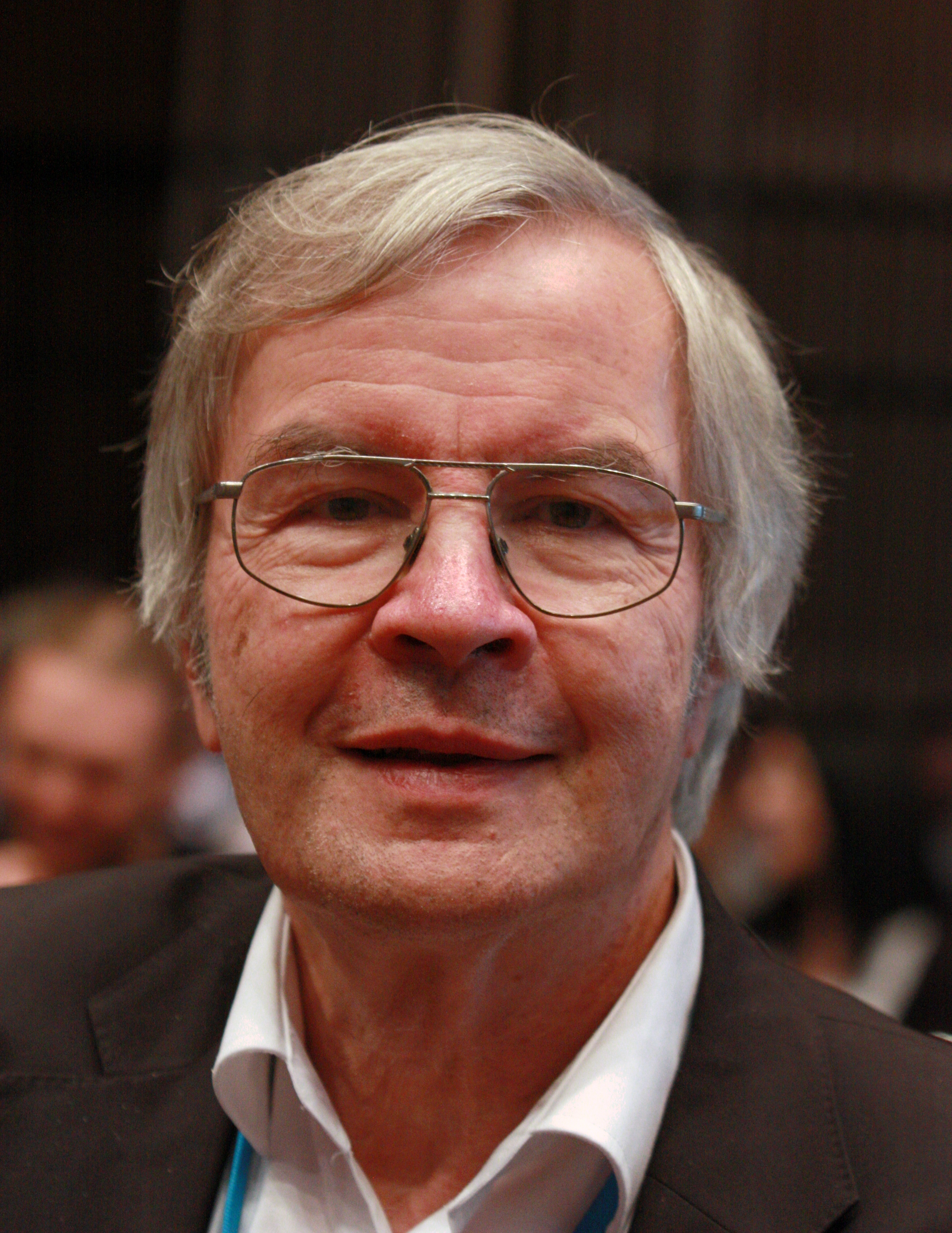
تئودور هانش در سال ۲۰۰۵ جایزه نوبل فیزیک را دریافت کرد.
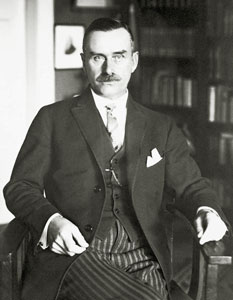
توماس مان، رمان نویس برنده جایزه نوبل ادبیات دانشجوی دانشگاه مونیخ بود.
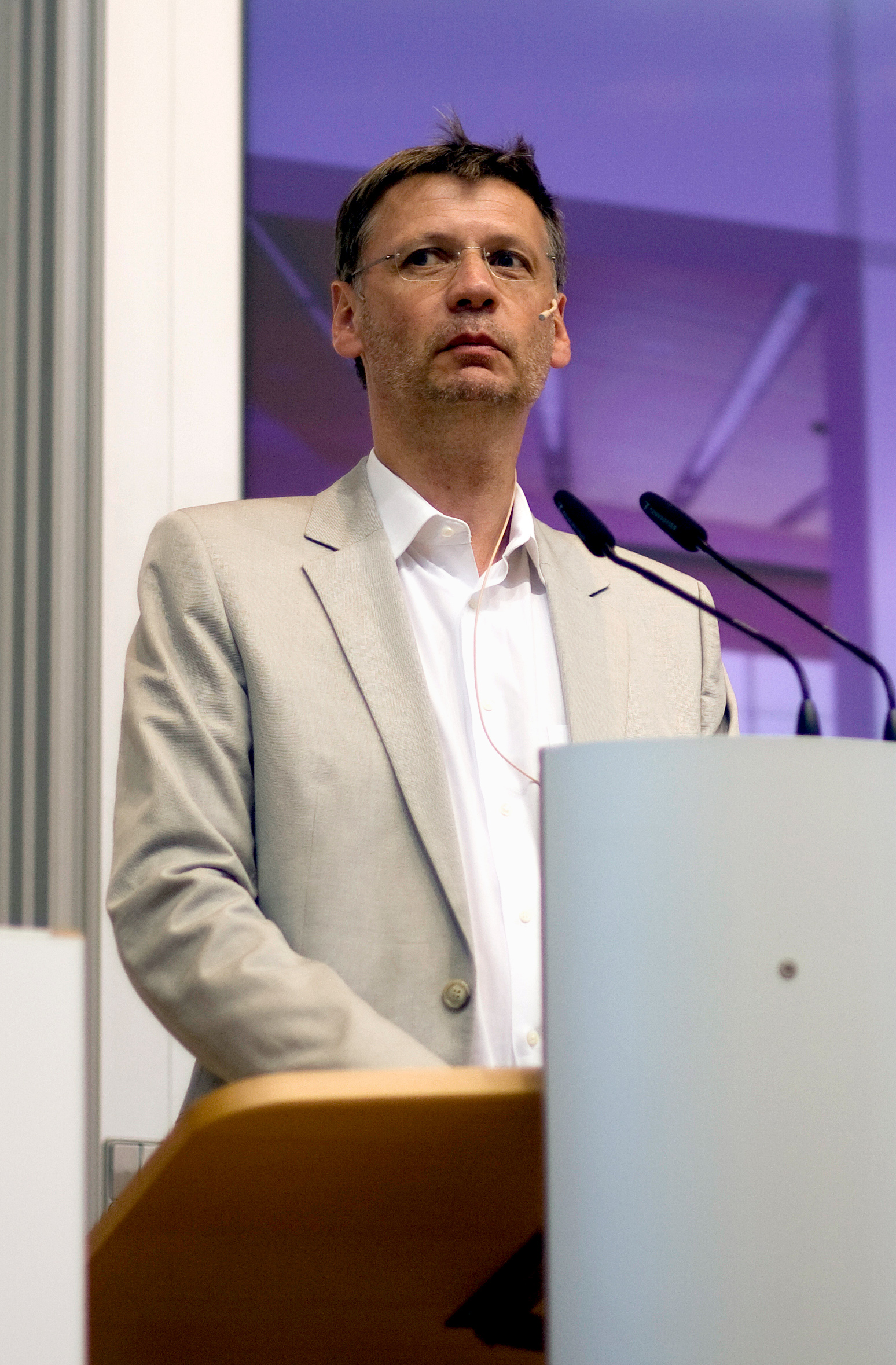
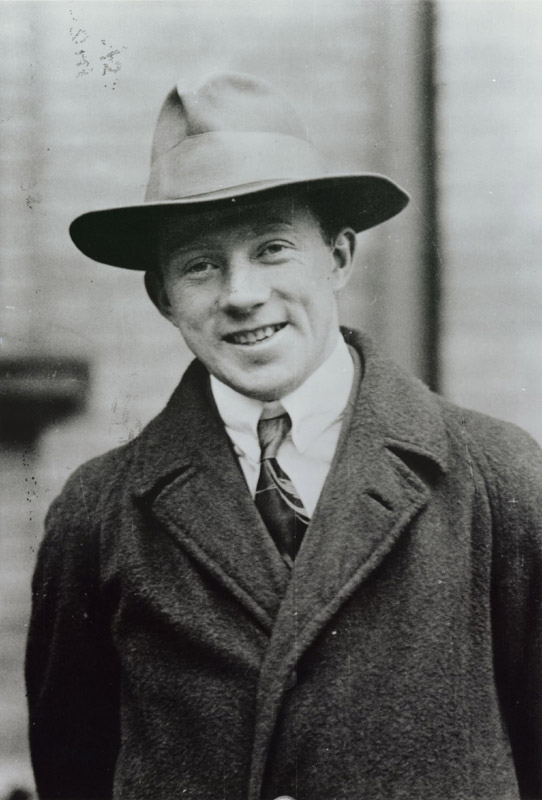
ورنر هایزنبرگ در سال ۱۹۳۲ جایزه نوبل فیزیک را دریافت کرد.
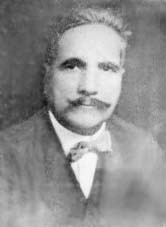
فیلسوف، شاعر پارسی و اردو، سر محمد اقبال در دانشگاه مونیخ در رشته فلسفه تحصیل کرد.
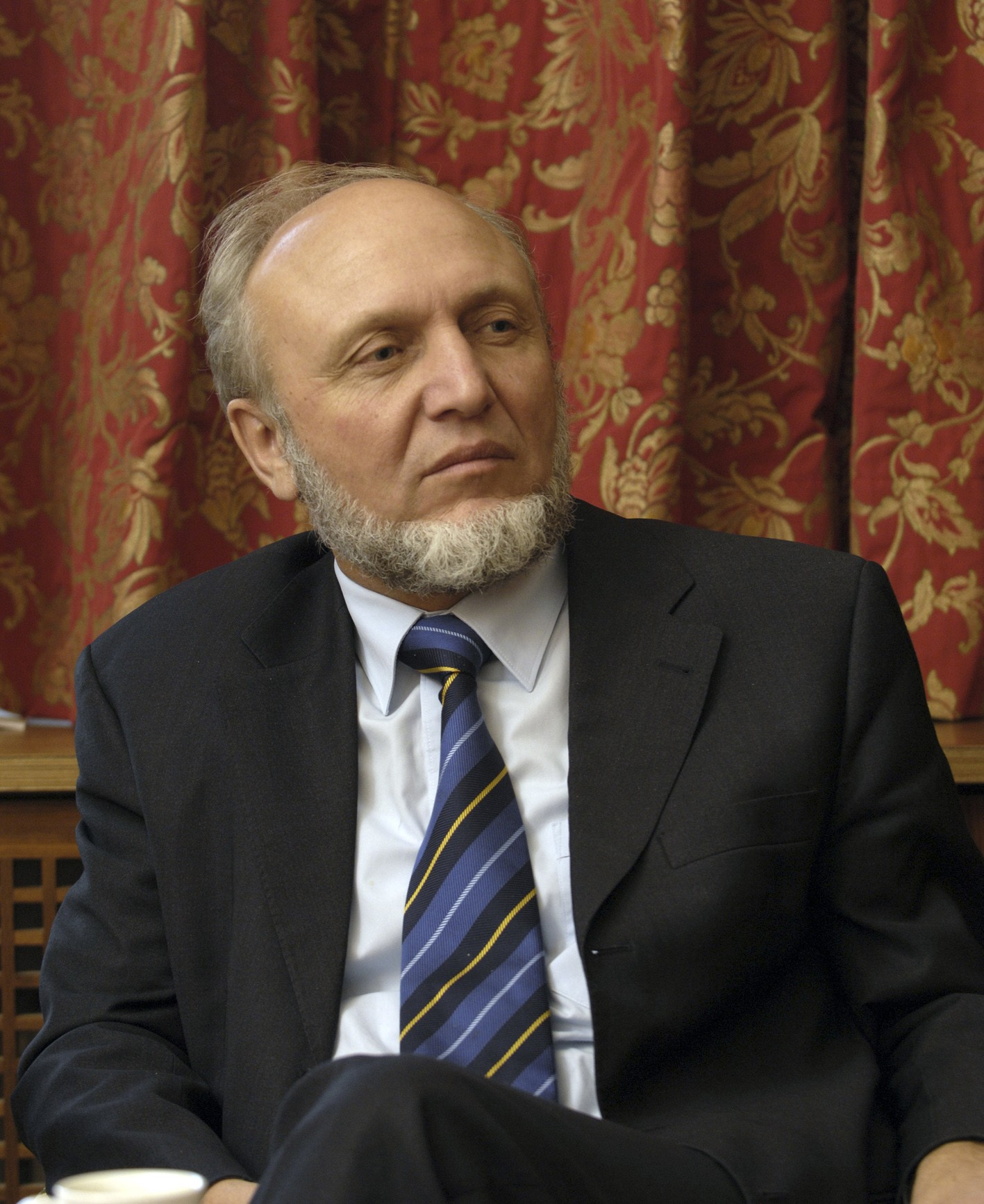
هانس-ورنا زین، استاد اقتصاد دانشگاه مونیخ
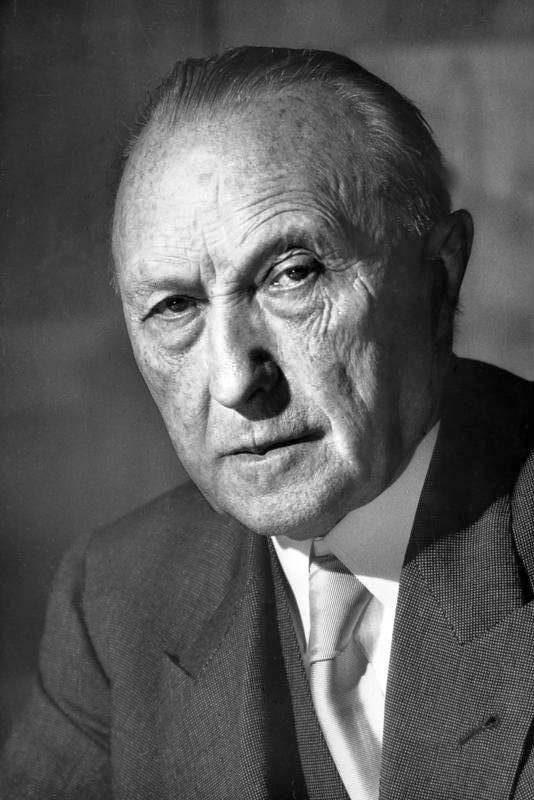
کنراد آدناور که نخستین صدراعظم آلمان از ۱۹۴۹ تا ۱۹۶۳ بود.
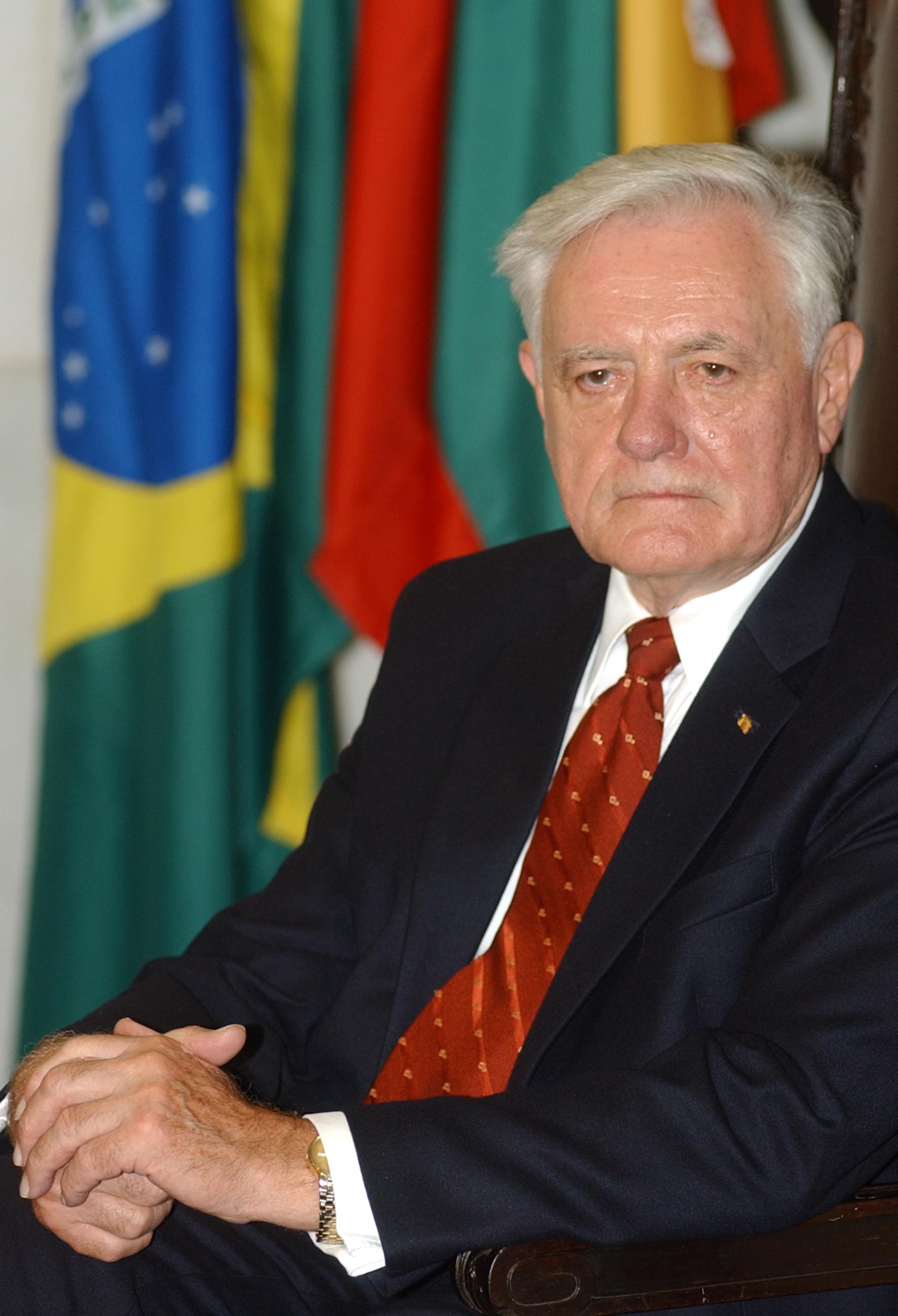
والداس آدامکوس رئیس‌جمهور لیتوانی از ۱۹۹۸ تا ۲۰۰۳ و از ۲۰۰۴ تا ۲۰۰۹ بود.
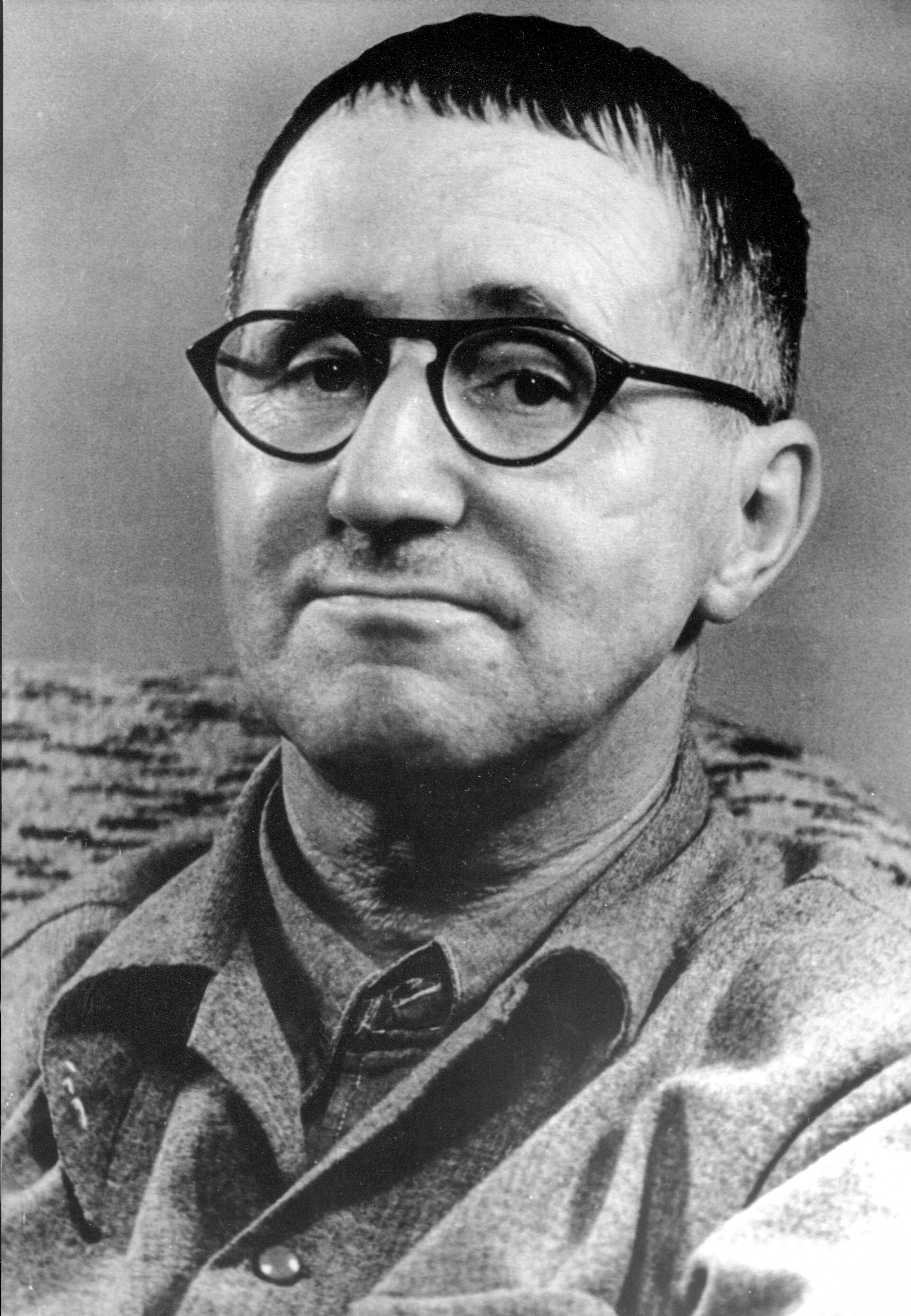
برتولت برشت شاعر، کارگردان تئاتر و نمایش نامه نویس آلمانی
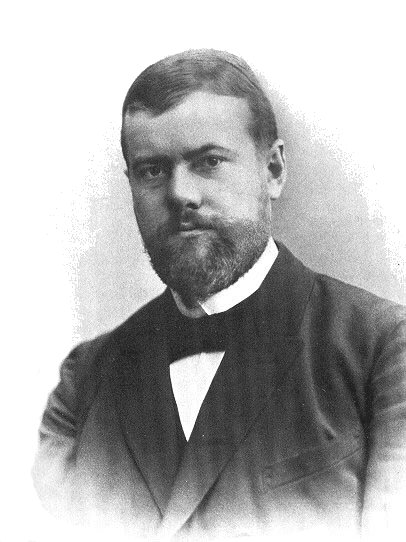
جامعه‌شناس ماکس وبر استاد دانشگاه مونیخ بود.